# Grand Prix automobile de Modène 1934
Le Grand Prix automobile de Modène 1934 (III Circuito di Modena) est un Grand Prix qui s'est tenu sur le circuit de Modène le 14 octobre 1934.

## Grille de départ
| 1re ligne | Pos. 4            |         | Pos. 3            |                    | Pos. 2                      |                     | Pos. 1                |
|           | *                 |         | Corsi Maserati    |                    | Varzi Alfa Romeo            |                     | *                     |
| 2e ligne  |                   | Pos. 7  |                   | Pos. 6             |                             | Pos. 5              |                       |
|           |                   | *       |                   | Comotti Alfa Romeo |                             | Soffietti Maserati  |                       |
| 3e ligne  | Pos. 11           |         | Pos. 10           |                    | Pos. 9                      |                     | Pos. 8                |
|           | Nuvolari Maserati |         | Ghersi Alfa Romeo |                    | Sandri Maserati             |                     | Tadini Alfa Romeo     |
| 4e ligne  |                   | Pos. 14 |                   | Pos. 13            |                             | Pos. 12             |                       |
|           |                   | *       |                   | *                  |                             | Barbieri Alfa Romeo |                       |
| 5e ligne  | Pos. 18           |         | Pos. 17           |                    | Pos. 16                     |                     | Pos. 15               |
|           |                   |         |                   |                    | Cornaggia-Medici Alfa Romeo |                     | Pellegrini Alfa Romeo |

## Classement de la course
| Pos  | no | Pilote                    | Écurie             | Châssis            | Tours | Temps/Abandon                  | Grille |
| ---- | -- | ------------------------- | ------------------ | ------------------ | ----- | ------------------------------ | ------ |
| 1    | 22 | Tazio Nuvolari            | Privé              | Maserati 6C-34     | 40    | 1 h 10 min 54 s 0 (108,3 km/h) | 11     |
| 2    | 4  | Achille Varzi             | Scuderia Ferrari   | Alfa Romeo P3      | 40    | + 2 min 26 s 4                 | 2      |
| 3    | 16 | Mario Tadini              | Scuderia Ferrari   | Alfa Romeo P3      | 40    | + 2 min 31 s 6                 | 8      |
| 4    | 24 | Ferdinando Barbieri       | Scuderia Ferrari   | Alfa Romeo Monza   | 38    | Abandon                        | 12     |
| 5    | 20 | Pietro Ghersi             | Scuderia Ferrari   | Alfa Romeo P3      | 38    | + 2 tours                      | 10     |
| 6    | 18 | Guglielmo Sandri          | Privé              | Maserati Tipo 26   | 38    | + 2 tours                      | 9      |
| 7    | 10 | Luigi Soffietti           | Scuderia Siena     | Maserati 8CM       | 37    | + 3 tours                      | 5      |
| 8    | 32 | Giovanni Cornaggia-Medici | Privé              | Alfa Romeo Monza   | 35    | + 5 tours                      | 16     |
| 9    | 6  | Secondo Corsi             | Privé              | Maserati Tipo 26 M | 35    | + 5 tours                      | 3      |
| Abd. | 30 | Lelio Pellegrini          | Privé              | Alfa Romeo Monza   | 30    | Mécanique                      | 15     |
| Abd. | 12 | Gianfranco Comotti        | Scuderia Ferrari   | Alfa Romeo P3      | 16    | Mécanique                      | 6      |
| Np.  | 8  | Carlo Felice Trossi       | Scuderia Ferrari   | Alfa Romeo P3      |       | Non partant                    | 4      |
| Np.  | 14 | Clemente Biondetti        | Gruppo San Giorgio | Maserati 8CM       |       | Non partant                    | 7      |
| Np.  | 26 | Umberto Casareto          | Privé              | Maserati           |       | Non partant                    | 13     |
| Np.  | 28 | Ippolito Berrone          | Privé              | Alfa Romeo Monza   |       | Non partant                    | 14     |
| Np.  | 34 | Arnaldo Sciutti           | Privé              | Alfa Romeo Monza   |       | Non partant                    | 17     |
| Np.  | 36 | Romano Malaguti           | Privé              | Maserati Tipo 26   |       | Non partant                    | 18     |

- Légende: Abd.=Abandon ; Np.=Non partant

## Pole position et record du tour
- Pole position :  Achille Varzi (Alfa Romeo) par tirage au sort.
- Meilleur tour en course :  Tazio Nuvolari (Maserati) en 1 min 43 s 8 (111,0 km/h).